# 石祥祯
石祥祯（？—1854年），太平天国将领，广西贵县人，祖先是广东客家人。
咸丰元年（1851年）随弟弟（一说堂弟）石达开参加金田起义，在石达开麾下担任参谋，其知兵多谋，备受倚重，太平军被困在永安州时，他为突围献策，于是得到杨秀清青睐。1853年二月，太平天国定都天京，被封国宗。五月，受命督师赴江西增援赖汉英，攻克、克九江、湖口，连战连捷。挥师湖北，在半壁山大败清军。1854年，攻克黄州，迫使清朝湖广总督吳文鎔自杀，乘胜攻下汉阳府。武昌久攻不下，率军转攻岳州，分散清军兵力，回军攻下武昌。东王杨秀清称赞为“石氏三雄龙虎豹”之虎，回师天京后奉命镇守西梁山，抵御清军。不久，清将向荣督江南大营兵马围困天京，回师解围，在七瓮桥大破清军，杀清将张国梁，乘胜追击清军，中流弹负伤，伤势过重身亡。